# Ecuación de Schrödinger no lineal

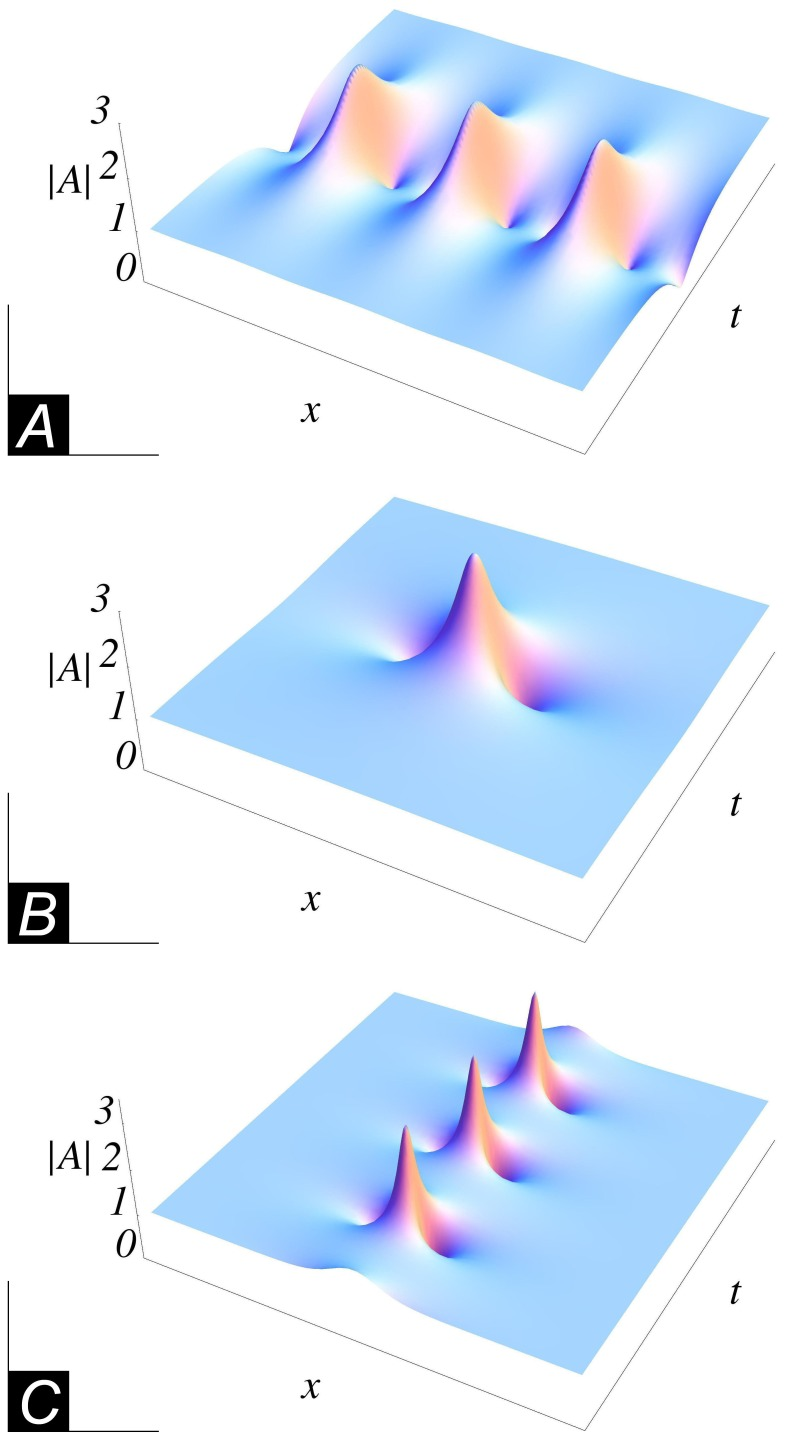
Valor absoluto de la envolvente compleja de las soluciones analíticas de breather en la ecuación de Schrödinger no lineal en forma adimensional. (A) Breather de Ajmédiev; (B) Breather de Peregrine; (C) Breather de Kuznetsov-Ma.

En física teórica, la ecuación de Schrödinger no lineal (conocida habitualmente por sus siglas en inglés como ecuación NLS) es una variante no lineal de la ecuación de Schrödinger. Es una ecuación clásica de campos cuyas principales aplicaciones son la propagación de luz en fibras ópticas no lineales y en guías de ondas planas, y en condensados de Bose-Einstein confinados a trampas altamente anisotrópicas y en forma de cigarro, en el régimen de campo medio. Además, la ecuación aparece en el estudio de ondas de gravedad en la superficie de un fluido no viscoso, en ondas de Langmuir en plasmas calientes, en la propagación de rayos de ondas difractados en un plano en las regiones de enfoque de la ionosfera, en la propagación de solitones alfa-hélice de Davýdov, responsables del transporte de energía en cadenas moleculares, y en muchos otros campos. De forma más general, la ecuación NLS aparece como una de las ecuaciones universales que describen la evolución de paquetes de ondas quasi-monocromáticas que varían lentamente en un medio débilmente no lineal con dispersión. Al contrario que la ecuación de Schrödinger lineal, la ecuación NLS nunca describe la evolución temporal de un estado cuántico. La ecuación NLS unidimensional es un ejemplo de modelo integrable.
En mecánica cuántica, la ecuación NLS unidimensional es un caso especial del campo de Schrödinger no lineal clásico, que a su vez es un límite clásico de un campo de Schrödinger cuántico. Análogamente, cuando el campo de Schrödinger clásico se cuantiza canónicamente, se convierte en una teoría cuántica de campos (que resulta lineal, a pesar de denominarse «ecuación de Schrödinger no lineal cuántica») que describe partículas puntuales bosónicas con interacciones modeladas por una función delta (es decir, las partículas se repelen o atraen únicamente cuando están en el mismo punto). De hecho, cuando el número de partículas es finito, esta teoría cuántica de campos es equivalente al modelo de Lieb-Liniger. Tanto la ecuación de Schrödinger no lineal unidimensional clásica como la cuántica son integrables. Es de especial interés el límite de repulsión de fuerza infinita, en cuyo caso el modelo de Lieb-Liniger se convierte en el gas de Tonks-Girardeau (también llamado gas de Bose impenetrable). En este límite los bosones pueden transformarse a través de un cambio de variables que generaliza al continuo la transformación de Jordan-Wigner en un sistema unidimensional de fermiones de espín nulo no interaccionantes.
La ecuación de Schrödinger no lineal es una forma simplificada en dimensión 1+1 de la ecuación de Guínzburg-Landáu, introducida en 1950 en su trabajo sobre superconductividad, y escrita explícitamente por Chiao, Garmire y Townes (1964) en su estudio de rayos ópticos.
La versión multidimensional reemplaza la segunda derivada espacial con el laplaciano. En más de una dimensión la ecuación no es integrable, admitiendo colapsos y turbulencia de ondas.

## Ecuación
La ecuación de Schrödinger no lineal es una ecuación en derivadas parciales no lineal, con aplicaciones en mecánica clásica y cuántica.

### Ecuación clásica
La ecuación de campo clásica (en forma adimensional) es:
| Ecuación de Schrödinger no lineal (teoría clásica de campos) {\displaystyle i\partial _{t}\psi =-{1 \over 2}\partial _{x}^{2}\psi +\kappa \|\psi \|^{2}\psi } |
para el campo complejo ψ(x,t).
La ecuación se deriva del hamiltoniano
{\displaystyle H=\int \mathrm {d} x\left[{1 \over 2}|\partial _{x}\psi |^{2}+{\kappa  \over 2}|\psi |^{4}\right]}
con los corchetes de Poisson
{\displaystyle \{\psi (x),\psi (y)\}=\{\psi ^{*}(x),\psi ^{*}(y)\}=0\,}
{\displaystyle \{\psi ^{*}(x),\psi (y)\}=i\delta (x-y).\,}
Al contrario que su análogo lineal, nunca describe la evolución de un estado cuántico.
El caso con κ se conoce como caso de enfoque (en inglés focusing) y admite soluciones de solitón brillante (en inglés bright soliton, localizadas en el espacio y con atenuación espacial hacia el infinito), así como soluciones de breather. Se pueden obtener soluciones exactas empleando la transformada de dispersión inversa, como probaron Zakharov y Shabat (1972). El otro caso, con κ positiva, se conoce como caso de desenfoque (en inglés defocusing) y admite soluciones de solitón oscuro (con amplitud constante en el infinito, y una depresión local en la amplitud).

### Mecánica cuántica
Para obtener la versión cuantizada, simplemente se necesita sustituir los corchetes de Poisson por los conmutadores
{\displaystyle {\begin{aligned}{}[\psi (x),\psi (y)]&=[\psi ^{*}(x),\psi ^{*}(y)]=0\\{}[\psi ^{*}(x),\psi (y)]&=-\delta (x-y)\end{aligned}}}
y tomar el orden normal del hamiltoniano
{\displaystyle H=\int dx\left[{1 \over 2}\partial _{x}\psi ^{\dagger }\partial _{x}\psi +{\kappa  \over 2}\psi ^{\dagger }\psi ^{\dagger }\psi \psi \right].}
La versión cuántica fue resuelta por Lieb y Liniger usando el ansatz de Bethe. Su termodinámica la describió Chen-Ning Yang. Por su parte, Korepin evaluó las funciones cuánticas de correlación en 1993. El modelo tiene también leyes de conservación de orden superior, que fueron obtenidas por Davies y Korepin en 1989 en términos de campos locales.

## Soluciones de la ecuación
La ecuación de Schrödinger no lineal es integrable en 1 dimensión. Zakharov y Shabat (1972) la resolvieron usando la transformada de dispersión inversa. El sistema de ecuaciones lineal correspondiente se conoce como sistema de Zajárov-Shabat:
{\displaystyle {\begin{aligned}\phi _{x}&=J\phi \Lambda +U\phi \\\phi _{t}&=2J\phi \Lambda ^{2}+2U\phi \Lambda +\left(JU^{2}-JU_{x}\right)\phi ,\end{aligned}}}
donde
{\displaystyle \Lambda ={\begin{pmatrix}\lambda _{1}&0\\0&\lambda _{2}\end{pmatrix}},\quad J=i\sigma _{z}={\begin{pmatrix}i&0\\0&-i\end{pmatrix}},\quad U=i{\begin{pmatrix}0&q\\r&0\end{pmatrix}}.}
La ecuación de Schrödinger no lineal surge como la condición de compatibilidad del sistema de Zajárov-Shabat:
{\displaystyle \phi _{xt}=\phi _{tx}\quad \Rightarrow \quad U_{t}=-JU_{xx}+2JU^{2}U\quad \Leftrightarrow \quad {\begin{cases}iq_{t}=q_{xx}+2qrq\\ir_{t}=-r_{xx}-2qrr.\end{cases}}}
Estableciendo q = r* o q = − r* se obtiene la ecuación de Schrödinger con interacción atractiva o repulsiva, respectivamente.
Una aproximación alternativa usa el sistema de Zajárov-Shabat directamente y emplea la siguiente transformación de Darboux:
{\displaystyle {\begin{aligned}\phi \to \phi [1]&=\phi \Lambda -\sigma \phi \\U\to U[1]&=U+[J,\sigma ]\\\sigma &=\varphi \Omega \varphi ^{-1}\end{aligned}}}
que deja el sistema invariante.
En esta ecuación, φ es otra solución matricial invertible (diferente de ϕ) del sistema de Zajárov-Shabat con parámetro espectral Ω:
{\displaystyle {\begin{aligned}\varphi _{x}&=J\varphi \Omega +U\varphi \\\varphi _{t}&=2J\varphi \Omega ^{2}+2U\varphi \Omega +\left(JU^{2}-JU_{x}\right)\varphi .\end{aligned}}}
Comenzando desde una solución U = 0 e iterando se obtiene la solución con n solitones.
La ecuación NLS es una ecuación en derivadas parciales similar a la ecuación de Gross-Pitáyevski. Normalmente no se puede obtener analíticamente su solución y en su lugar se emplean los mismos métodos numéricos que con la ecuación de Gross-Pitáyevski, como el método de Crank-Nicolson o el método espectral de Fourier. Existen diferentes programas en Fortran y C para obtener estas soluciones.

## Invarianza galileana
La ecuación de Schrödinger no lineal es invariante galileana en el siguiente sentido:
Dada una solución ψ(x, t) se puede obtener una solución reemplazando x con x + vt en la expresión de ψ(x, t) y añadiendo un factor de fase {\displaystyle e^{-iv(x+vt/2)}\,}:
{\displaystyle \psi (x,t)\mapsto \psi _{[v]}(x,t)=\psi (x+vt,t)\;e^{-iv(x+vt/2)}.}

## La ecuación de Schrödinger no lineal en fibras ópticas
En óptica, la ecuación de Schrödinger no lineal aparece en el sistema de Manakov, un modelo de propagación de ondas en fibras ópticas. La función ψ representa una onda y la ecuación describe su propagación a través de un medio no lineal. La segunda derivada representa la dispersión, mientras que el término κ representa la no linealidad. La ecuación modeliza muchos efectos no lineales en una fibra, incluyendo pero no limitado a automodulación de fase, mezcla de cuatro ondas, generación de segundo armónico, efecto Raman estimulado, solitones ópticos, pulsos ultracortos, etc.

## La ecuación de Schrödinger en fluidos

Un solitón envolvente en forma de secante hiperbólica modelando ondas superficiales en aguas profundas.
Línea azul: Olas.
Línea roja: Envolvente.

En el campo de ondas en agua, la ecuación de Schrödinger describe la evolución de la envolvente de un grupos de ondas moduladas. En un artículo de 1968, Vladímir E. Zajárov describió la estructura hamiltoniana de las olas. En el mismo artículo, mostró que, para grupos de ondas lentamente moduladas, la amplitud de las onda satisface aproximadamente la ecuación de Schrödinger no lineal. El valor del parámetro de no linealidad к depende de la profundidad relativa del agua. Para aguas profundas, donde la profundidad del agua es grande comparada con la longitud de onda de las olas, к es negativa y pueden aparecer solitones envolventes. Además, la velocidad de grupo de estos solitones puede aumentar inducida por un flujo externo dependiente del tiempo.
Para aguas poco profundas, donde la longitud de onda es mayor de 4.6 veces la profundidad del agua, el parámetro de no linealidad к es positivo y no existen grupos de ondas con solitones envolventes. Sí existen solitones de elevación de la superficie u ondas de traslación, pero no están gobernadas por la ecuación de Schrödinger no lineal.
Se cree que la ecuación de Schrödinger no lineal es importante para explicar la formación de olas gigantes.
El campo complejo ψ que aparece en la ecuación de Schrödinger no lineal está relacionado con la amplitud y la fase de las olas. Considérese una onda portadora con elevación sobre la superficie del agua η de la forma:
{\displaystyle \eta =a(x_{0},t_{0})\;\cos \left[k_{0}\,x_{0}-\omega _{0}\,t_{0}-\theta (x_{0},t_{0})\right],}
donde a(x0, t0) y θ(x0, t0) son la amplitud y la fase lentamente moduladas. ω0 y k0 son la frecuencia angular y el número de onda de las ondas portadoras, que deben satisfacer la relación de dispersión ω0 = Ω(k0). Entonces,
{\displaystyle \psi =a\;\exp \left(i\theta \right).}
Así, el módulo |ψ| es la amplitud a, y su argumento arg(ψ) es la fase θ.
La relación entre las coordenadas físicas (x0, t0) y las coordenadas (x, t) usadas en la ecuación de Schrödinger no lineal viene dada por
{\displaystyle x=k_{0}\left[x_{0}-\Omega '(k_{0})\;t_{0}\right],\quad t=k_{0}^{2}\left[-\Omega ''(k_{0})\right]\;t_{0}}
Así, (x, t) es un sistema de coordenadas transformado que se mueve con la velocidad de grupo Ω'(k0) de las ondas portadoras. La curvatura de la relación de dispersión Ω"(k0), que representa la dispersión de velocidad de grupo, es siempre negativa para olas bajo la acción de la gravedad, sea cual sea la profundidad del agua.
Para ondas sobre la superficie de aguas profundas, los coeficientes de importancia para la ecuación de Schrödinger no lineal son
{\displaystyle \kappa =-2k_{0}^{2},\quad \Omega (k_{0})={\sqrt {gk_{0}}}=\omega _{0}\,\!}   so   {\displaystyle \Omega '(k_{0})={\frac {1}{2}}{\frac {\omega _{0}}{k_{0}}},\quad \Omega ''(k_{0})=-{\frac {1}{4}}{\frac {\omega _{0}}{k_{0}^{2}}},\,\!}
donde g es la aceleración debida a la gravedad.
En las coordenadas originales (x0, t0) la ecuación de Schrödinger no lineal toma la forma
{\displaystyle i\,\partial _{t_{0}}A+i\,\Omega '(k_{0})\,\partial _{x_{0}}A+{\tfrac {1}{2}}\Omega ''(k_{0})\,\partial _{x_{0}x_{0}}A-\nu \,|A|^{2}\,A=0,}
con {\displaystyle A=\psi ^{*}} (esto es, el complejo conjugado de {\displaystyle \psi }) y {\displaystyle \nu =\kappa \,k_{0}^{2}\,\Omega ''(k_{0}).} Por tanto {\displaystyle \nu ={\tfrac {1}{2}}\omega _{0}k_{0}^{2}} para olas en aguas profundas.

## Contraparte equivalente gauge
La ecuación de Schrödinger no lineal es equivalente gauge a la siguiente ecuación de Landáu-Lifshits o ecuación de Heisenberg ferromagnética
{\displaystyle {\vec {S}}_{t}={\vec {S}}\wedge {\vec {S}}_{xx}.\qquad }
Esta ecuación admite varias extensiones integrables y no integrables a dimensión 2+1, como la ecuación de Ishimori.

## Formulación de curvatura cero
La ecuación NLS es equivalente a que la curvatura de una cierta conexión de {\displaystyle {\mathfrak {su}}(2)} en {\displaystyle \mathbb {R} ^{2}} sea igual a cero.
Explícitamente, con coordenadas {\displaystyle (x,t)} en {\displaystyle \mathbb {R} ^{2}}, las componentes {\displaystyle A_{\mu }}  de la conexión están dadas por{\displaystyle A_{x}={\begin{pmatrix}i\lambda &i\varphi ^{*}\\i\varphi &-i\lambda \end{pmatrix}}}
{\displaystyle A_{t}={\begin{pmatrix}2i\lambda ^{2}-i|\varphi |^{2}&2i\lambda \varphi ^{*}+\varphi _{x}^{*}\\2i\lambda \varphi -\varphi _{x}&-2i\lambda ^{2}+i|\varphi |^{2}\end{pmatrix}}}donde {\displaystyle \sigma _{i}} son las matrices de Pauli. Así, la ecuación de curvatura cero{\displaystyle \partial _{t}A_{x}-\partial _{x}A_{t}+[A_{x},A_{t}]=0}
es equivalente a la ecuación NLS {\displaystyle i\varphi _{t}+\varphi _{xx}+2|\varphi |^{2}\varphi =0}. La ecuación de curvatura cero recibe ese nombre al corresponder con la curvatura nula si se define {\displaystyle F_{\mu \nu }=[\partial _{\mu }-A_{\mu },\partial _{\nu }-A_{\nu }]}.
El par de matrices {\displaystyle A_{x}} y {\displaystyle A_{t}} se conocen también como par de Lax de la ecuación NLS, en el sentido de que la ecuación de curvatura cero recupera la ecuación, y no en el de satisfacer la ecuación de Lax.

## Relación con vórtices
Hasimoto (1972) demostró que el trabajo de Da Rios (1906) en filamentos de vórtice está íntimamente relacionado con la ecuación de Schrödinger. Más tarde, Salman (2013) usó esta correspondencia para demostrar que también pueden surgir soluciones de breather en un filamento de vórtice.

### Otros
- Chiao, R. Y.; Garmire, E.; Townes, C. H. (1964), «Self-Trapping of Optical Beams», Phys. Rev. Lett. 13 (15): 479-482, Bibcode:1964PhRvL..13..479C, doi:10.1103/PhysRevLett.13.479.
- Da Rios, Luigi Sante (1906), «Sul moto d'un liquido indefinito con un filetto vorticoso di forma qualunque», Rendiconti del Circolo Matematico di Palermo (en italiano) 22: 117-135, JFM 37.0764.01, S2CID 120549348, doi:10.1007/BF03018608.
- Hasimoto, Hidenori (1972), «A soliton on a vortex filament», Journal of Fluid Mechanics 51 (3): 477-485, Bibcode:1972JFM....51..477H, S2CID 123315958, doi:10.1017/S0022112072002307.
- Salman, Hayder (2013), «Breathers on Quantized Superfluid Vortices», Phys. Rev. Lett. 111 (16): 165301, Bibcode:2013PhRvL.111p5301S, PMID 24182275, S2CID 25062555, arXiv:1307.7531, doi:10.1103/PhysRevLett.111.165301.
- Zakharov, V. E.; Shabat, A. B. (1972), «Exact theory of two-dimensional self-focusing and one-dimensional self-modulation of waves in nonlinear media», Journal of Experimental and Theoretical Physics 34 (1): 62-69, Bibcode:1972JETP...34...62Z, MR 0406174, archivado desde el original el 7 de marzo de 2016, consultado el 11 de mayo de 2013.